# Ранен будизъм
Терминът ранен будизъм се отнася за:
- Предшколски будизъм, който се отнася към учението и монашеска организация и структура, основана от Гаутама Буда;
- ранните будистки школи, в които предшколския будизъм се разделя на школи (без официално отделяне по смисъла на виная).

## Времеви период
Пероида на Предшколския будизъм трае до 150 години след смъртта на Гаутама Буда. Различните разцепления на монашеската организация дошли заедно с въвеждането на Абхидхамичната литература и поставянето на акцент върху нея от някои школи. Тази литература е специфична за всяка школа и споровете между школите често били аргументирани с тези Абхидхарма писания. Въпреки това истинското разделение първоначално било на основата на спорове относно виная (монашеската дисциплина) през 1 век или по-рано, чиято причина била доктринални несъгласия.. Предшколския будизъм обаче не е притежавал Абхидхарма текстове, с изключение може би само на основната рамка, а и не всички от най-ранните школи развили абхидхармичната литература.

## Предшколски будизъм
Предшколски будизъм, наречен е също и „ранен будизъм“, „най-ранен будизъм“ и „първоначален будизъм“ е будизмът, който съществувал преди появата на различните будистки подшколи.
Част от съдържанието и ученията на тази Предшколски будизъм били извлечена от най-ранните будистки текстове, които сами по себе си вече са школски

## Ранни будистки школи
Ранните будистки школи са тези в които будистката монашеска сангха, които се разделят първоначално заради разлики във виная, а по-късно също и поради доктринални различия и географското разделение на групите от монаси.

### Образуване
Доста години след смъртта на Гаутама Буда първата сангха се разделя на най-ранните будистки школи (Ставира никая и Махасамгхика).
Според учения Колет Кокс „повечето учени биха се съгласили, че макар корените на най-ранните признати групи да предхождали Ашока, реалната им раздяла става едва след смъртта му.“
По-късно тези първи школи се разделили допълнително на такива като Сарвастивада и Дхармагуптака достигайки от 18 до 20 на брой. Съществуват няколко запазени припокриващи се списъка от 18 школи запазили будизма, които биха могли да са и два пъти повече, макар че може би някои от тях носят алтернативни имена като вероятно тази бройка е условна.

### Учения
След разделянето на сангха и Махаяна на различни най-ранни будистки школи били написани по-нататъшни разяснения и тълкувания на запазените учения, свещени текстове и практики. Те са съставени и разработени от монашеските общности, свързани с въпроси считани от тях за важни.

### Идейни различия
Будистките школи са разделени според идейните си различия относно смисъла на Сута Питака както и при несъгласие относно правилното спазване на Виная. Тези мисли са записани закрепени в големи произведения като Абхидхама-питака и коментарите към нея. Сравнението на текстовете на Сута-питака в различните будистки школи показва, че идеите в текстовете на Абхидхама намират пътя си обратно в Сута-питака, за да се подкрепят твърденията, направени в текстовете на Абхидхама-питака.